# Сизов, Пётр Тимофеевич
Пётр Тимофеевич Сизов (? — после 1857) — капитан 1-го ранга русского флота. 

## Биография
В 1815 году поступил в Черноморское флотское училище, откуда в 1820 году был переведён в Черноморское штурманское училище. В 1827 году был произведён в штурманские помощники унтер-офицерского чина и плавал на шлюпе «Диана» от Николаева до Килийских гирл, проводя понтоны; 23 сентября произведён в прапорщики Корпуса флотских штурманов.
В 1828 году на корабле «Париж» участвовал при взятии крепости Анапы и Варны, за что был награждён орденом Св. Анны 3-й степени. В 1832 году назначен столоначальником Черноморского гидрографического депо; в 1835 году произведён в поручики и 9 октября переименован в мичманы; в 1836 году за отличие был произведён в лейтенанты и плавал на транспорте «Слон» по Черному морю.
В 1837 году на бриге «Меркурий» у абхазских берегов участвовал при занятии местечка Пилода, а 9 июня совместно с пароходом «Язон» участвовал у реки Сансухо при истреблении двух турецких контрабандных судов; в 1838—1840 гг. на пароходе «Громоносец» и линейном корабле «Императрица Мария» плавал у берегов Кавказа и участвовал при занятии (1838 г.) местечка Туапсе, после чего на транспорте «Кубань» ходил между Севастополем и Николаевым.
В 1840 году был переведён во 2-й учебный морской экипаж на должность инспектора классов; в 1841—1847 гг. ежегодно плавал на разных судах у берегов Кавказа; в 1848 году был произведён в капитан-лейтенанты и ему было объявлено Высочайшее благоволение за отлично-усердную службу. В 1848—1853 годах командовал бомбардирским судном «Перун», плавал у абхазских берегов.
В 1853 году назначен инспектором классов Черноморской штурманской роты; в 1856 году отчислен к 22-му флотскому экипажу. В 1857 году был уволен от службы с чином капитана 1-го ранга. 
Написал курс «Практической астрономии» по французским и немецким руководствам (Ч. 1-2. — Николаев: тип. Черномор. гидрогр. депо, 1835—1836) и получил за эту книгу годовой оклад жалованья и 450 экземпляров книги, отпечатанных на казённый счёт. 